# Àngels Ginard Martí
Maria dels Àngels Ginard Martí (Llucmajor, 3 d'abril de 1894 - Madrid, 26 d'agost de 1936), criada amb el nom d'Àngela Ginard Martí abans de la seva entrada en religió, va ser una religiosa espanyola, membre de la Congregació de les Germanes Celadoras del Culte Eucarístico, que va ser assassinada a Madrid al començament de la Guerra Civil Espanyola i actualment és venerada com a màrtir a l'Església catòlica.

## Vida
Àngela Ginard Martí va néixer a Llucmajor (Mallorca, Espanya) el 3 d'abril de 1894. Era la tercera dels nou fills que va tenir el matrimoni format per Sebastián Ginard García, de la Guàrdia Civil, i Margarita Martí Canals. Àngela va ser batejada el 5 d'abril de 1894 a la Parròquia de Sant Miquel de Llucmajor.
L'any 1898, quan van ascendir el seu pare al grau de capità, aquest el van destinar a Las Palmas de Gran Canaria, on va passar a viure un temps amb tota la seva família fins a 1903. Posteriorment, en emmalaltir el seu pare es traslladen a viure a Binisalem, on va fer la seva primera comunió el 15 d'abril de 1905.
Va passar la joventut a Palma, on es va traslladar la família buscant treball per millorar la situació econòmica que era escassa per treure endavant una família tan nombrosa. María dels Àngels i les seves dues germanes majors es dedicaven a brodar i a confeccionar barrets de senyores.
Inicialment va voler ingressar en el monestir de les jerònimes de Sant Bartolomé d'Inca, però els seus pares la van dissuadir fent valer la seva joventut i les necessitats de la família. Transcorreguts uns anys, i veient que les circumstàncies familiars anteriors havien canviat, va obtenir el consentiment dels seus pares per a ingressar en el postulantat de les Germanes Zeladores del Culte Eucarístic de Palma, el 26 de novembre de 1921.
Després de l'any de noviciat i dels tres primers anys de professió temporal va ser destinada a Madrid, després a Barcelona i novament a Madrid l'any 1932. En aquesta última casa va exercir l'ofici de procuradora o administradora del convent.

## Martiri
Quan va esclatar la Guerra Civil la situació dels sacerdots i religiosos i els seglars catòlics destacats a la zona republicana es va tornar molt perillosa, de manera que el 20 de juliol de 1936 les Germanes Zeladoras del Culte Eucarístico es van veure obligades a abandonar el seu convent de Madrid i a dispersar-se a la recerca de refugi, totes elles vestides amb roba de civil, fent-se passar per seglars.
Sor Maria dels Àngels va ser localitzada a la casa on s'ocultava, possiblement per la denúncia del porter de la finca. El 25 d'agost uns milicians de la FAI van irrompre en l'habitatge a la recerca de les religioses que suposadament allí s'ocultaven. En el moment de la detenció van capturar a una tal Amparo, que era germana de la propietària de la casa que l'acollia, així com a la mateixa sor Maria dels Àngels, que va dir als milicians: «Aquesta senyora no és monja, deixeu-la, l'única monja sóc jo». Amb aquestes paraules va confessar la seva condició de religiosa i va salvar la vida a l'altra dona.
Va ser traslladada a la txeca de Belles arts i l'endemà, el 26 d'agost de 1936, va ser assassinada a la Devesa de la Vila d'un tret en el cap i abandonada fins a l'endemà, quan el poder judicial va aixecar el cadàver, que després és enterrat en el cementiri de l'Almudena de Madrid. El 27 d'agost de 1940 les Germanes Celadoras del Culte Eucarístico se cercioren de la mort en trobar en el Ministeri de la Governació dues fotografies del cadàver de sor María dels Àngels.
Les seves restes mortals es van identificar l'any 1941, moment en el qual van ser inhumades i traslladades el 20 de maig d'aquell mateix any al panteó de les Germanes Zeladoras del Culte Eucarístico del cementiri de l'Almudena. El 19 de desembre de 1985 les seves restes es van traslladar al convent de la congregació a Madrid, on es troben actualment.

## Culte
El 28 d'abril de 1987 s'obre el procés de beatifació, en la seva fase diocesana, que s'allarga fins al 23 de març de 1990, moment el qual es clausura la mateixa fase. El 19 d'abril de 2004, es publica el decret sobre el seu martiri.
Maria dels Àngels Ginard Martí va ser beatificada com a màrtir per Benedicto XVI el 29 d'octubre de 2005. La seva festivitat se celebra a l'Església catòlica el 30 d'agost.